# Веллсвілл (Канзас)
Веллсвілл (англ. Wellsville) — місто (англ. city) в США, в окрузі Франклін штату Канзас. Населення — 1953 особи (2020).

## Географія
Веллсвілл розташований за координатами 38°42′58″ пн. ш. 95°4′51″ зх. д. / 38.71611° пн. ш. 95.08083° зх. д. (38.715975, -95.080750).  За даними Бюро перепису населення США в 2010 році місто мало площу 3,63 км², з яких 3,61 км² — суходіл та 0,03 км² — водойми.

## Демографія
Згідно з переписом 2010 року, у місті мешкало 1857 осіб у 722 домогосподарствах у складі 500 родин. Густота населення становила 511 особа/км².  Було 780 помешкань (215/км²).
Расовий склад населення:
| - 95,6 % — білих - 0,7 % — чорних або афроамериканців - 0,6 % — корінних американців - 0,2 % — азіатів |

До двох чи більше рас належало 2,4 %. Частка іспаномовних становила 3,2 % від усіх жителів.
За віковим діапазоном населення розподілялося таким чином: 27,8 % — особи молодші 18 років, 58,9 % — особи у віці 18—64 років, 13,3 % — особи у віці 65 років та старші. Медіана віку мешканця становила 35,4 року. На 100 осіб жіночої статі у місті припадало 94,2 чоловіків;  на 100 жінок у віці від 18 років та старших — 91,8 чоловіків також старших 18 років.
Середній дохід на одне домашнє господарство  становив 54 945 доларів США (медіана — 48 350), а середній дохід на одну сім'ю — 64 180 доларів (медіана — 60 294). Медіана доходів становила 48 716 доларів для чоловіків та 30 417 доларів для жінок. За межею бідності перебувало 16,1 % осіб, у тому числі 27,7 % дітей у віці до 18 років та 14,4 % осіб у віці 65 років та старших.
Цивільне працевлаштоване населення становило 871 осіб. Основні галузі зайнятості: освіта, охорона здоров'я та соціальна допомога — 23,5 %, виробництво — 14,2 %, будівництво — 13,2 %.